# Misa paráfrasis

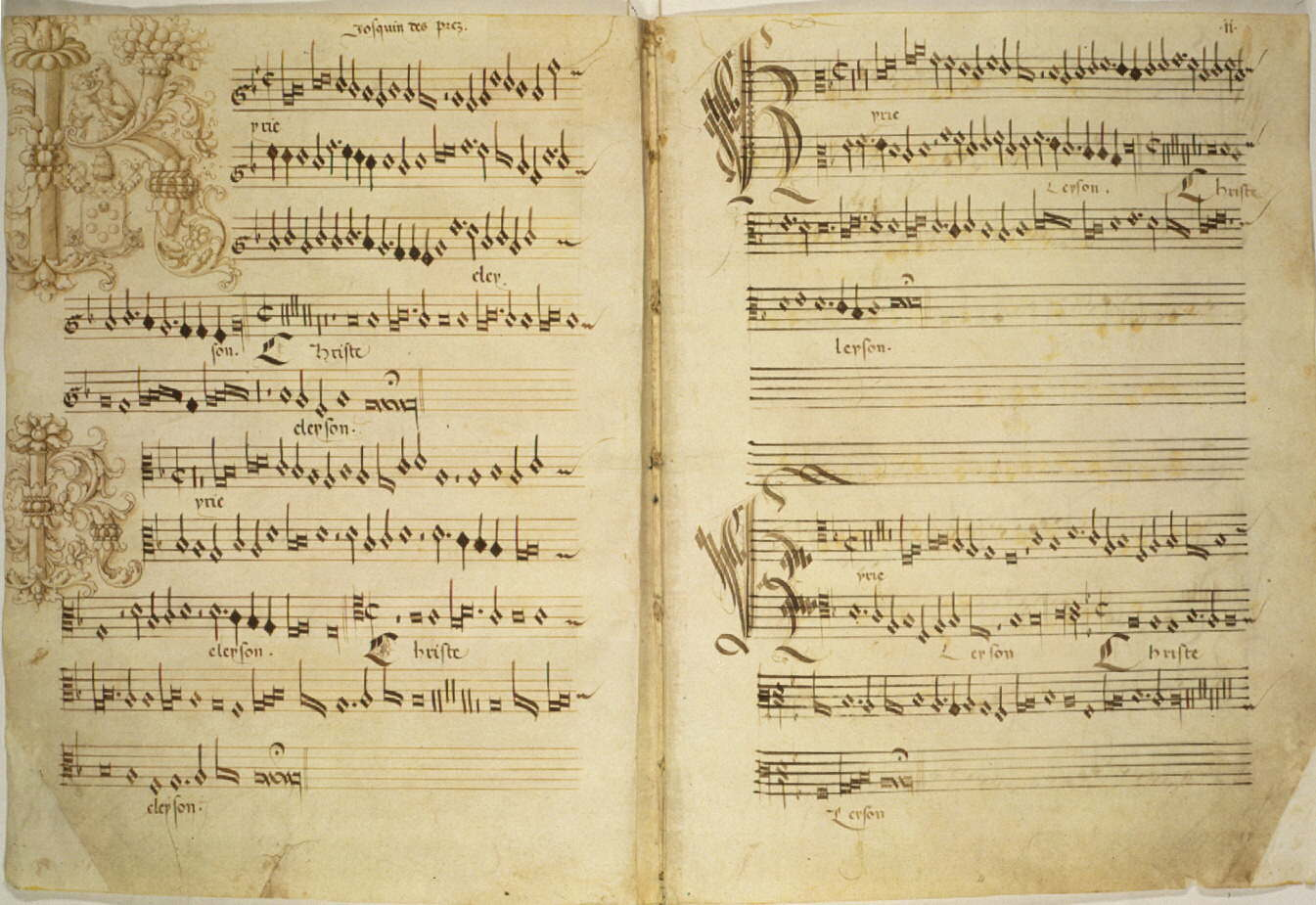
Manuscrito que muestra el inicio del Kyrie de la Misa de Beata Virgine, una obra tardía de Josquin des Prez que es una misa paráfrasis. Cada una de las voces contiene una versión del canto llano original, elaborado o "parafraseado".

La misa paráfrasis o misa de paráfrasis es un arreglo musical del ordinario de la misa, utilizando como base una versión elaborada de un cantus firmus, normalmente tomado del canto llano o de alguna otra fuente sacra. Era una técnica común de composición de la misa de finales del siglo XV hasta el final del siglo XVI, durante el período del Renacimiento en la historia de la música. Fue la técnica más frecuentemente empleada por los compositores en las partes de Europa occidental que permanecieron bajo el control directo de la Iglesia católica. Se distingue de los otros tipos de composición de misas, incluyendo las técnicas de cantus firmus, parodia, canon, soggetto cavato, la composición libre y mezclas de todos estos métodos.

## Historia
La paráfrasis musical, en general, había sido utilizada durante mucho tiempo antes de que ser aplicada por primera vez a la música del ordinario de la misa. Era común a principios y mediados del siglo XV en obras como el motete para utilizar como fuente una melodía del canto llano que se adorna, con la melodía por lo general en la voz más aguda. El Gloria de John Dunstable es un ejemplo de este procedimiento, al igual que los dos arreglos de Guillaume Dufay de la antífona mariana Alma Redemptoris Mater. Muchas composiciones en fauxbourdon, una técnica característica de la Escuela de Borgoña, utilizan una versión parafraseada de una melodía del canto llano en la voz más aguda. En estos casos la fuente no estaría oscurecida por la paráfrasis; todavía era fácilmente reconocible a través de cualquier ornamentación que se aplicase.
Dufay fue probablemente uno de los primeros compositores en aplicar la técnica de parafrasear en la misa. Su Misa Ave Regina Caelorum (escrita entre 1463 y 1474) es similar a una misa de cantus firmus en la cual la melodía se sitúa en el tenor. Sin embargo, es parafraseado en la elaboración (y también incluye fragmentos de su propio motete en la antífona, presagiando la técnica de la parodia). En la década de 1470 o 1480, se empieza a utilizar por primera vez en las misas la paráfrasis en más de una voz. Se conservan dos ejemplos de Johannes Martini, la Misa domenicalis y la Misa ferialis.
A principios del siglo XVI era cada vez más común el uso de la melodía parafraseada en todas las voces de una textura polifónica. El ejemplo más famoso de comienzos del siglo XV, y una de las misas paráfrasis más famosas jamás compuestas, fue la Misa Pange lingua de Josquin des Prez, que es una fantasía extendida sobre el himno de Corpus Christi Pange lingua de Tomás de Aquino. Esta misa fue compuesta probablemente hacia el final de la vida de Josquin, alrededor de 1520. En la Misa Pange lingua todas las voces contienen variantes del himno, con el comienzo de frases sucesivas que marcan los puntos de imitación en la misa. Todas las voces tienen el mismo peso y la partitura alcanza una unidad motívica que constituyó un cambio significativo con respecto a la práctica anterior.
Otro compositor de la generación de Josquin que fue relevante en el desarrollo de la misa paráfrasis era Pierre de La Rue. Al igual que Josquin, comenzó con la técnica del cantus firmus y continuó utilizándolo durante la mayor parte de su vida. No obstante, comenzó a elaborar el material de base integrándolo en las múltiples voces de una textura polifónica, donde todas las voces tenían el mismo peso.
Más tarde, en el siglo XVI, la paráfrasis sigue siendo una técnica muy común en la construcción de las misas, a pesar de que se emplease con mucha menos frecuencia que la técnica de la parodia. Palestrina aplicó la técnica de la paráfrasis en 31 de sus misas, sólo superada por la parodia que utilizó en 51 misas. La mayoría de sus misas basadas en himnos son misas paráfrasis . En estas obras, los himnos de origen suelen presentarse a de forma condensada. Cuando el Concilio de Trento prohibió el uso de canciones profanas como fuente para la composición de misas en 1562, un amplio corpus de música ya no estaba disponible para los compositores que habían estado saqueándolo para elaborar parodias, los compositores que siguieron los dictados del Concilio a menudo volvían a la utilización de himnos monódicos y canto llano, las fuentes que dieron lugar a la técnica de la paráfrasis. De hecho, durante este período, era el método favorito de usar el canto gregoriano para la composición de las misas.
Las misas paráfrasis fueron escritas con poca frecuencia en Inglaterra y Alemania, especialmente después de la reforma protestante. Los compositores de misas en esas regiones habían desarrollado estilos de forma independiente y tendían a utilizar variantes de la técnica del cantus firmus.